# Aiguille de Triolet
L'Aiguille de Triolet (pron. fr. AFI: [eɡɥij də tʁijɔlɛ]; 3.870 m s.l.m.) è una montagna delle Alpi del Monte Bianco lungo la linea di confine italo-francese. Si trova lungo la cresta di spartiacque principale che dal gruppo di Leschaux porta al monte Dolent.

## Caratteristiche

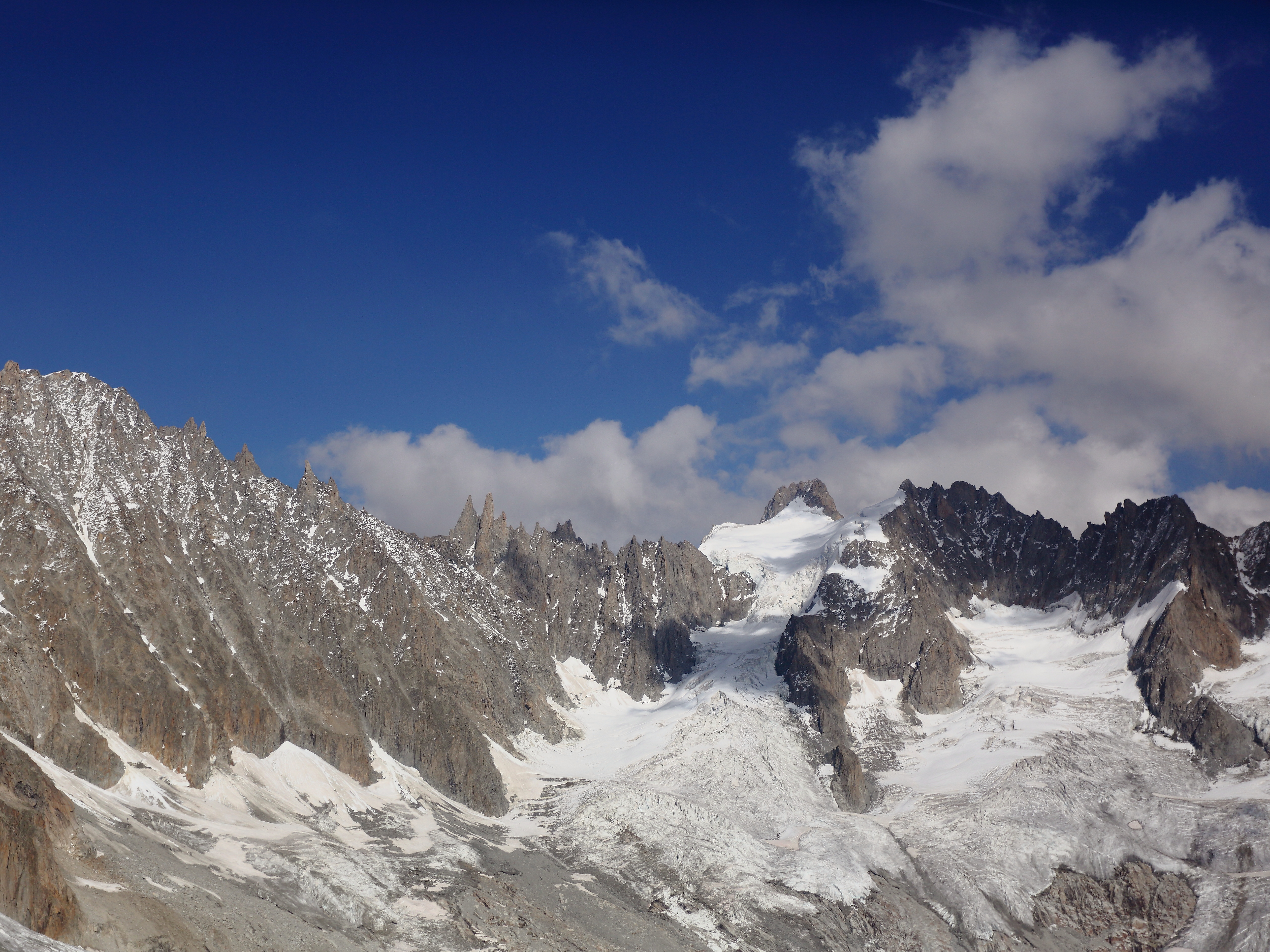
La montagna vista dal versante francese (sullo sfondo). Sulla sinistra Les Courtes.

Dalla vetta della montagna si dipartono quattro creste: una andando verso nord-ovest conduce verso l'Aiguille Verte passando per Les Courtes e Les Droites; un'altra andando verso nord-est conduce verso il monte Dolent; una terza scendendo verso sud-est va verso i Monts rouges de Triolet e separa il bacino del ghiacciaio di Triolet da quello del ghiacciaio di Pré de Bar ed, infine, la quarta andando verso sud-ovest conduce all'Aiguille de Talèfre nel gruppo di Leschaux.
Dal versante francese scende verso ovest il Ghiacciaio di Talèfre mentre verso nord si trova il Ghiacciaio d'Argentiere.